# Ceromitia spilodesma
Ceromitia spilodesma là một loài bướm đêm thuộc họ Adelidae. Loài này có ở Nam Phi.